# Naissance en 1175
Naissance
- 1171
- 1172
- 1173
- 1174
- 1175
- 1176
- 1177
- 1178
- 1179

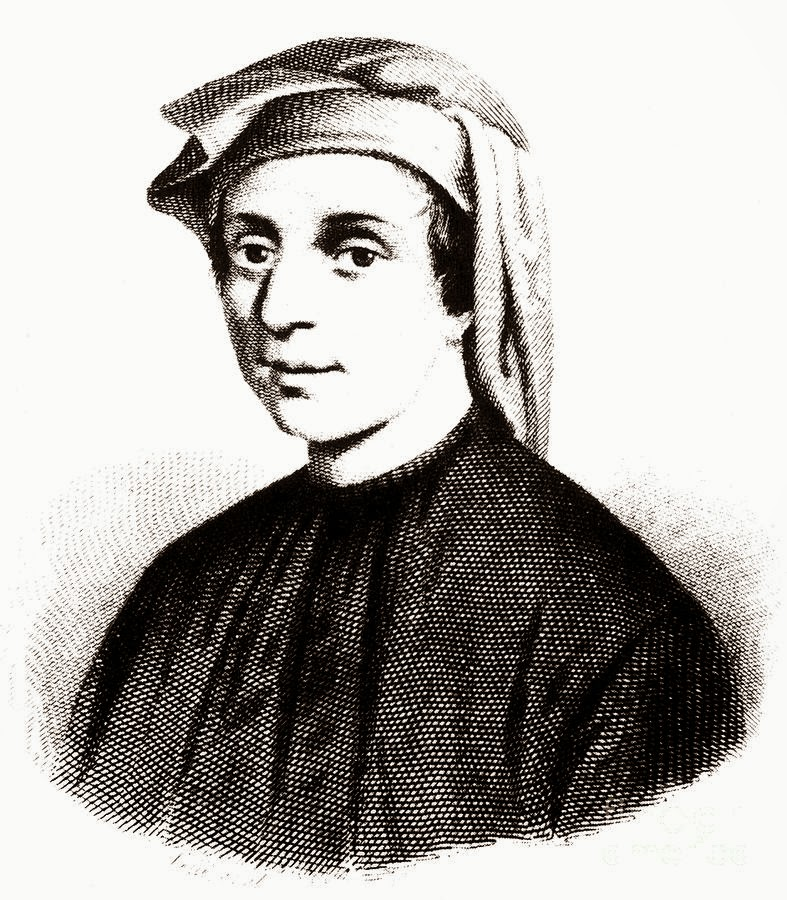
Leonardo Fibonacci, né vers 1175

Cette page dresse une liste de personnalités nées au cours de l'année 1175 :
- 4 février: Htilominlo, 8e roi de Pagan, en Birmanie.

- Albert Ier de Saxe, duc de Saxe.
- Poppon d'Andechs-Méranie, évêque de Bamberg.
- Hōjō Tokifusa, membre du clan Hōjō de nobles et de courtisans durant le shogunat de Kamakura.
- Marguerite de Sablé, noble française.
- Philippe Ier de Namur, marquis de Namur.
- Alexandre de Villedieu, poète et grammairien français.
- Yolande de Hainaut, impératrice latine de Constantinople.

date incertaine (vers 1175)
- Agnès de Coucy, noble française.
- Ansaldo da Mare, grand amiral des empereurs Henri VI puis Frédéric II.
- Leonardo Fibonacci, mathématicien italien.
- Robert Grossetête (mort en 1253), érudit anglais.
- Henri Ier de Rodez, comte de Rodez et vicomte de Carlat.

## Crédit d'auteurs
- Cet article est partiellement ou en totalité issu de l'article intitulé « 1175 » (voir la liste des auteurs).